# RS-827
Pour les articles homonymes, voir Route 827.
La RS-827 est une route vicinale de la mésorégion métropolitaine de Porto Alegre qui relie la BR-116 au district de Linha Temerária de la municipalité de Nova Petrópolis. Elle s'achève à l'embranchement avec la RS-842 et est longue de 6,290 km.